# Ejido de Tequisistlán Primero
Ejido de Tequisistlán Primero, även Primera Sección de Ejidos de Tequisistlan, är en ort i Mexiko, tillhörande kommunen Tezoyuca i delstaten Mexiko. Ejido de Tequisistlán Primero ligger i den centrala delen av landet och tillhör Mexico Citys storstadsområde. Orten hade 9 640 invånare vid folkräkningen 2010, och är näst största ort i kommunen sett till befolkning.